# Crazy World (chanson)
Cet article concerne la chanson d'Anna Tsuchiya. Pour l'album des Scorpions, voir Crazy World.
 (mars 2012).
Si vous disposez d'ouvrages ou d'articles de référence ou si vous connaissez des sites web de qualité traitant du thème abordé ici, merci de compléter l'article en donnant les références utiles à sa vérifiabilité et en les liant à la section « Notes et références ».
Singles de Anna Tsuchiya
Cocoon
(2008) Virgin Cat
(2008)
Singles par Ai
Taisetsu na Mono
(2008) Okuribito / So Special
(2008)
Crazy World est le 8esingle de Anna Tsuchiya sorti sous le label MAD PRAY RECORDS le 11 juin 2008 au Japon. Il atteint la 19e place du classement de l'Oricon, et reste classé pendant 6 semaines, pour un total de 12 857 exemplaires vendus.
Crazy World feat.AI a été utilisé comme campagne publicitaire pour Premier Dam. Crazy World feat.AI se trouve sur l'album Nudy Show! et sur l'album remix NUDY xxxremixxxxxxx!!!!!!!! SHOW!.

## Liste des titres
Toutes les paroles sont écrites par Anna Tsuchiya.
| 1. | Crazy World (feat. Ai)                         | Jan Lindvaag, AKIRA | 3:45 |
| 2. | What you gonna do?                             | Lisa Huang          | 3:14 |
| 3. | Crazy World (FPM Hyper Society mix) (feat. Ai) | Jan Lindvaag        | 6:56 |

| 1. | Crazy World feat.AI |  |